# Apsilochorema falculiferum
Apsilochorema falculiferum är en nattsländeart som beskrevs av Schmid 1989. Apsilochorema falculiferum ingår i släktet Apsilochorema och familjen Hydrobiosidae. Inga underarter finns listade i Catalogue of Life.